# Афанасьев, Максим Викторович
Макси́м Ви́кторович Афана́сьев (род. 11 сентября 1977, Тюмень) — российский государственный деятель, глава города Тюмени с 1 июля 2024 года. Глава города Тобольска (2019—2024). Муниципальный советник 1 класса.
С 23 мая 2019 года — секретарь тобольского отделения партии «Единая Россия». 28 мая 2019 года по результатам голосования депутатов Тобольской городской думы наделён полномочиями мэра Тобольска. Переизбран 27 мая 2024 года.
27 июня 2024 года путём тайного голосования депутатов Тюменской городской думы избран мэром.

## Биография

### Ранние годы и образование
Родился 11 сентября 1977 года в городе Тюмени.
Выпускник Тюменского государственного университета по специальности «Юриспруденция» (1999 год); второй диплом о высшем образовании (Тюменский государственный университет) по специальности «Экономика» получен в 2002 году.

### Карьера в Тюмени
Будучи студентом, работал юрисконсультом в правовом отделе МУ «БТИиР». После окончания Тюменского государственного университета поступил на муниципальную службу, где прошёл путь от начальника юридического отдела в департаменте финансов Администрации города Тюмени до заместителя главы города Тюмени, курирующего сферы благоустройства, дорожной деятельности и общественного транспорта.
Работал в департаменте финансов города Тюмени в команде Галины Максимовны Кулаченко, впоследствии возглавившей Министерство финансов Свердловской области (Правительство Свердловской области). Принимал участие в реализации бюджетной реформы в рамках внедрения нового Бюджетного кодекса Российской Федерации, возглавляя блок правового и аналитического сопровождения процесса реформирования.
В 2006 году возглавил правовую службу Администрации города Тюмени. На этот период пришлось принятие ряда федеральных актов, требовавших уточнения местного законодательства: Водный кодекс Российской Федерации, Лесной кодекс Российской Федерации и различные изменения в жилищном, градостроительном, земельном законодательстве, а также законы об автомобильных дорогах, энергосбережении, рекламе, муниципальной службе, об организации предоставления государственных и муниципальных услуг, об образовании, физической культуре и спорте, здравоохранении, о водоснабжении и водоотведении, теплоснабжении, о противодействии коррупции, об основах организации торговой деятельности и т.д. Помимо нормативно-правового регулирования, координировалось правоприменение действующего законодательства и муниципальных правовых актов.
В 2007 году по инициативе Главы Администрации города Тюмени Евгения Владимировича Куйвашева были начаты изменения в системе работы органов местного самоуправления в сфере благоустройства. Афанасьев контролировал процесс разработки нормативно-правовых актов, направленных на внедрение имущественных комплексов в городе, создание института квартальных, разработку правил благоустройства и т.д. В этот период впервые муниципальным правовым актом были закреплены стандарты и требования к устройству дворов: об устройстве парковочных мест, площадок для мусоросборников, детских и спортивных площадок, правилах озеленения и освещения внутридворовых территорий. По инициативе Афанасьева в Тюмени был создан штаб по административной практике, в который вошли представители администрации города, тюменской городской Думы, правоохранительных органов, общественных организаций. В штабе рассматриваются вопросы, связанные с составлением протоколов, привлечением к административной ответственности нарушителей правил благоустройства, вырабатываются общие подходы к формированию административной практики.
В феврале 2013 года Глава Администрации города Тюмени Александр Викторович Моор назначил Афанасьева руководителем управы Ленинского административного округа Администрации города Тюмени. В этот период в округе стартовал ряд проектов: был благоустроен лесопарк «Гилёвская роща», разработана комплексная программа по благоустройству микрорайона «Тура». Также в округе стартовала программа поддержки молодёжных видов спорта, в отдалённых районах города стали появляться турниковые комплексы.
В августе 2014 года Афанасьев был назначен заместителем главы администрации города Тюмени. Он стал курировать деятельность управ административных округов, а также департамента дорожной инфраструктуры и транспорта.
Афанасьев является куратором направления «Формирование комфортной городской среды» в рамках федерального проекта «Городская среда» от партии «Единая Россия». Курировал ряд местных проектов: благоустройство парка «Затюменский», благоустройство дворов (создание доступной среды), которые включены Министерством строительства в федеральный реестр лучших реализованных практик по благоустройству.
Общественный транспорт Тюмени (в 2019 году началось внедрение бренда «Тюменский транспорт», разработку которого курировал Афанасьев) признан одним из лучших в стране, наряду с автобусами и маршрутными такси Ижевска и Казани. Автоматизированная система диспетчеризации для городского и пассажирского транспорта и мобильных служб «Тюменьгортранса» завоевала первое место во Всероссийском конкурсе «Лучшие информационно-аналитические инструменты — 2016». Тюмень возглавила список городов с лучшими автомобильными дорогами в России.

## Семья и личная жизнь
Максим Афанасьев занимается большим теннисом, беговыми лыжами, увлекается ездой на велосипеде, бегом, а также является участником байкерского движения.
Женат, воспитывает троих детей.